# Arkansas (staat)
Arkansas is een van de vijftig staten van de Verenigde Staten. De standaardafkorting voor de Natural State (Natuurlijke Staat), of The Land of Opportunity (Het land van de mogelijkheden) zoals de bijnamen luiden, is AR. De hoofdstad is Little Rock. Arkansas grenst in het zuiden aan Louisiana, in het zuidwesten aan Texas, in het westen aan Oklahoma, in het noorden aan Missouri en in het oosten aan Tennessee en Mississippi.

## Herkomst van de naam
Het gebied dat nu Arkansas heet werd oorspronkelijk bevolkt door Indianenstammen zoals de Quapaw. De naam van de staat verwijst vermoedelijk, via het Frans, naar hen en zou zoiets betekenen als "stroomafwaarts". Arkansas is de enige staat waarvan de uitspraak van de naam wettelijk is vastgelegd (in 1881): "ár-ken-saw" op zijn Engels uitgesproken. De S aan het eind van Arkansas wordt dus niet uitgesproken.

## Geschiedenis
De regio was lang in handen van de Fransen. Gedurende enige decennia eind 18e eeuw was het Spaans bezit. Frankrijk verkocht het uiteindelijk in 1803 aan de Verenigde Staten als onderdeel van de Louisiana Purchase.
In 1819 werd Arkansas Territory opgericht, dat ook het grootste deel van de latere staat Oklahoma besloeg, met Arkansas Post als eerste hoofdstad. In 1821 werd de hoofdstad Little Rock. Op 15 juni 1836 werd Arkansas formeel, als 25e, een staat van de Verenigde Staten. De vraag of in de staat slavernij toegestaan zou worden was een moeilijk punt aangezien de bevolking hier sterk verdeeld over was. Uiteindelijk zou de stem van Henry Clay, voorzitter van het Huis van Afgevaardigden, de doorslag geven. Tijdens de Amerikaanse Burgeroorlog koos de staat de kant van de Confederatie. Vanwege de strategische ligging langs de Mississippi werden in de staat een aantal slagen uitgevochten. In 1863 werd de zeventienjarige David Owen Dodd aangehouden door soldaten van de Unie. Hij bleek een boek met morsecodes bij zich te hebben waarin de posities van Uniesoldaten rond Little Rock waren weergegeven. Hij weigerde te zeggen hoe hij aan het boek gekomen was en dit is ook nooit duidelijk geworden. Een paar weken later werd hij opgehangen. Hij zou de geschiedenis ingaan als The Boy Martyr of Arkansas.
Tijdens de drooglegging werd de stad Hot Springs een plek waar de autoriteiten drankgebruik, prostitutie, gokken en paardenraces gedoogden en waar maffiosi uit onder andere Chicago naartoe kwamen om te ontspannen.
De conservatieve boerenstaat liep in 1932 voorop in de Verenigde Staten, toen ze als eerste een vrouw koos in de federale Senaat. Hattie Caraway was al in 1931 aangewezen om de termijn van haar overleden echtgenoot af te maken, maar in 1932 en 1938 werd ze zelf gekozen voor de Democratische Partij. In 1934 stemde ze, zoals alle zuidelijke senatoren, tegen een wet tegen het lynchen, maar in 1943 steunde ze een (mislukt) initiatief tot een Equal Rights Amendment op de Amerikaanse grondwet. In 1944 verloor ze bij de voorverkiezingen van J. William Fulbright, die de volgende dertig jaar de zetel zou bezetten.
De spanning rond de rassenscheiding in de VS kwam in 1957 tot uitbarsting in Arkansas. De zuidelijke deelstaten moesten rassenscheiding in het onderwijs verbieden. In de hoofdplaats Little Rock besloot een blanke middelbare school zwarte leerlingen toe te laten. Toen de eerste negen na de zomervakantie naar school gingen, maakten woedende blanken de straten onveilig. Deze scholieren zouden de geschiedenis ingaan als de Negen van Little Rock. De gouverneur van Arkansas weigerde de zwarte scholieren te beschermen. Daarom stuurde president Dwight D. Eisenhower federale troepen. Het hele schooljaar gingen deze leerlingen onder militaire begeleiding naar school. Het zou nog jaren duren alvorens aan de rassenscheiding op zuidelijke scholen een eind kwam.

## Geografie
De staat Arkansas beslaat 137.732 km², waarvan 134.856 km² land is. Het behoort tot de Central tijdzone. Het grenst in het noorden aan de staat Missouri, in het westen aan Oklahoma en Texas, in het oosten aan Tennessee en Mississippi en in het zuiden aan Louisiana.
De belangrijkste rivieren zijn de Mississippi, die de gehele oostgrens definieert, en de erin uitkomende Arkansas.
Het noordwesten van de staat is licht bergachtig met als hoogste punt Magazine Mountain (839 m) in de Ozark Mountains. In het westen, langs de grens met Oklahoma, liggen de Ouachita Mountains. Het zuiden en oosten van Arkansas bestaat uit laaglanden.
In Arkansas vinden we eveneens de Blanchard Springs-grotten.

### Klimaat
Arkansas, dat tot de zuidelijke staten wordt gerekend, heeft een subtropisch klimaat met warme zomers en koude winters. In de hooglanden kan tot 25 cm sneeuw vallen, terwijl in de zuidoostelijke laaglanden niet meer dan ongeveer 5 cm per jaar valt. Het weer in Arkansas kent verschillende extremen met tornado's, onweersbuien, hagelbuien en sneeuwval. Per jaar zijn er ongeveer 60 dagen met onweersbuien. Hoewel het ver genoeg van de Golf van Mexico ligt, heeft de staat toch elk jaar te maken met resten van tropische depressies of orkanen. Hierdoor vallen er elk jaar ook grote hoeveelheden regen en kunnen er verschillende tornado's door deze buien ontstaan.

### Nationale parken

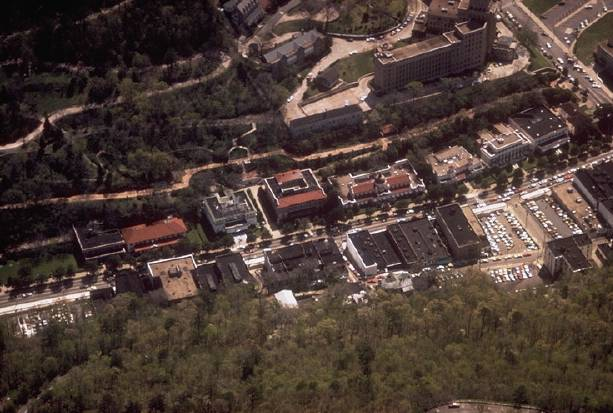
Luchtopname van Hot Springs National Park

Er zijn 6 gebieden in Arkansas die onder bescherming van de National Park Service staan:
- Hot Springs National Park
- Fort Smith National Historic Site
- Little Rock Central High School National Historic Site
- Pea Ridge National Military Park
- Arkansas Post National Memorial
- Buffalo National River

## Demografie
In 2018 had Arkansas naar schatting 3.078.204 inwoners (22 per km²), van wie zo'n 78% blanken en ruim 15% Afro-Amerikanen. De belangrijkste godsdienst is het christendom, dat door 86% van de inwoners wordt aangehangen.

### Steden
De grootste steden zijn in volgorde van het inwoneraantal (2017):
- Little Rock (hoofdstad) (198.633 inwoners)
- Fort Smith (88.031 inwoners)
- Fayetteville (85.226 inwoners)
- Springdale (79.582 inwoners)
- Jonesboro (75.489 inwoners)
- North Little Rock (65.996 inwoners)
- Conway (65.734 inwoners)
- Pine Bluff (42.758 inwoners)

## Economie en infrastructuur
De economie van Arkansas berust voor een belangrijk deel op de landbouw. De belangrijkste landbouwproducten die de staat produceert zijn onder andere pluimvee, eieren, katoen en sojabonen. De industriesector heeft zich in recente decennia echter ontwikkeld en neemt in belang toe. Arkansas is de enige staat in de VS waar diamanten worden gevonden. Verder wordt er ook bauxiet en bromine gedolven.
In 1962 werd het bedrijf Walmart opgericht met de eerste winkel in Rogers. Intussen is het een van de grootste bedrijven en grootste werkgevers van de Verenigde Staten geworden met het hoofdkantoor in Bentonville.
Het bruto product van de staat bedroeg in 2018 128 miljard dollar. Het grootste vliegveld is Little Rock National Airport.

## Bestuurlijke indeling
Arkansas is onderverdeeld in 75 county's.

## Politiek

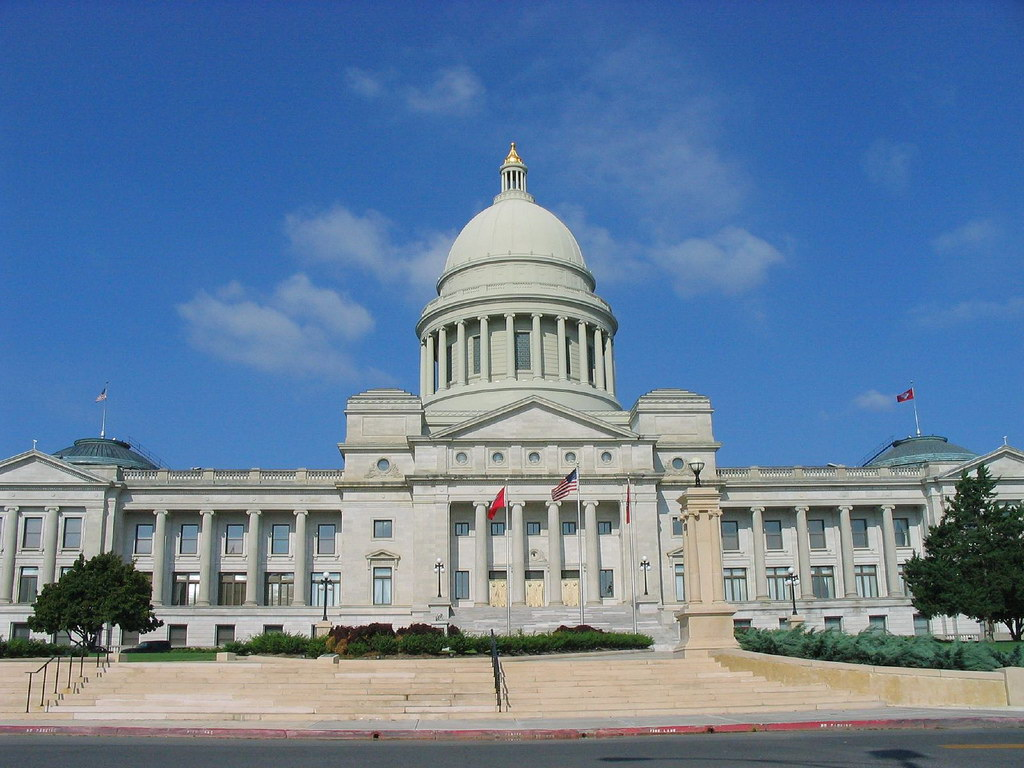
Arkansas State Capitol in Little Rock

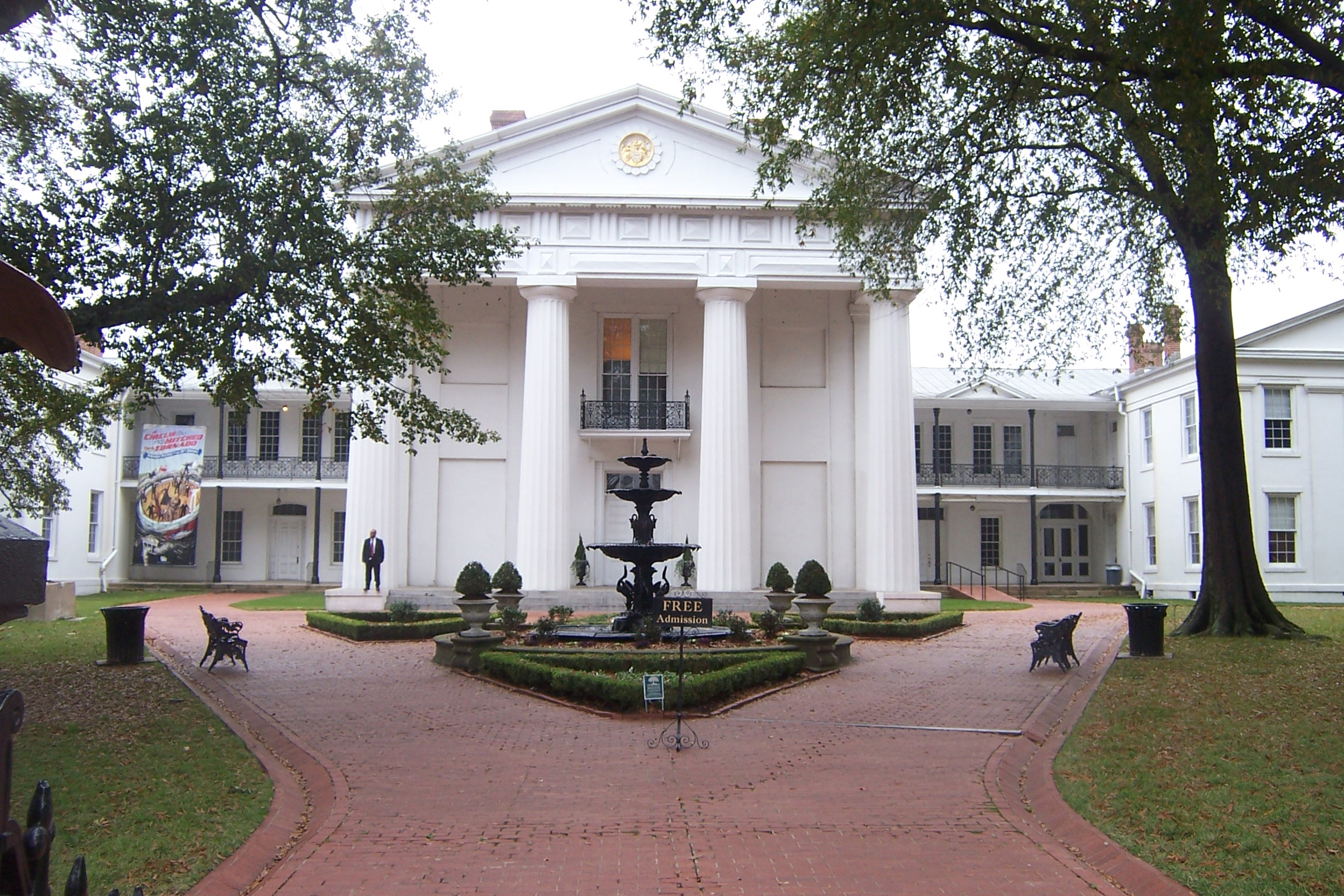
Old State House

### Deelstaatniveau
Aan het hoofd van de uitvoerende macht van de staat staat een gouverneur, die direct gekozen wordt door de kiesgerechtigden in de staat. De gouverneursverkiezing van 2022 werd gewonnen door Sarah Huckabee Sanders van de Republikeinse Partij. Zij trad in januari 2023 aan als gouverneur van Arkansas. Enkele voorgangers van Sanders waren haar vader Mike Huckabee (1996–2007) en voormalig president van de Verenigde Staten Bill Clinton (1979–1981 en 1983–1992).
De wetgevende macht van de staat bestaat uit het Huis van Afgevaardigden van Arkansas (Arkansas House of Representatives) met 100 leden en de Senaat van Arkansas (Arkansas Senate) met 35 leden. Beide kamers hadden een decennialange Democratische meerderheid van 1874 tot aan de verkiezingen van 2012, toen de Republikeinen een meerderheid behaalden. Sindsdien hebben zij hun meerderheid verder verstrekt.

### Federaal niveau
Arkansas is een conservatieve staat die bij de Amerikaanse presidentsverkiezingen tegenwoordig vrijwel altijd de Republikeinse kandidaat steunt. Sinds 1980 waren de enige uitzonderingen hierop de verkiezingen van 1992 en 1996, toen een meerderheid van de kiezers in de staat koos voor de Democratische kandidaat Bill Clinton, afkomstig uit Arkansas zelf.
De vertegenwoordiging van Arkansas in het Amerikaans Congres bestaat uit twee senatoren en vier volksvertegenwoordigers. Waar deze vroeger steevast Democraten waren, zijn dit nu allemaal Republikeinen.